# جهان خوش (بربرود الغربي)
جهان خوش (بالفارسية: جهانخوش) هي قرية تقع في إيران في قسم بربرود الغربي الریفي. يقدر عدد سكانها بـ 227 نسمة بحسب إحصاء 2016.